# Bluebird Records
La Bluebird Records è un'etichetta discografica statunitense.

## Storia
Nata nel 1932 (secondo altre fonti l'anno seguente), la Bluebird vendeva i suoi dischi a prezzi più contenuti rispetto all'etichetta madre RCA Victor. Le prime uscite dell'etichetta vennero edite l'aprile del 1933 e spaziavano dalla musica da ballo per orchestra da ballo, blues, country e race record. L'etichetta pubblicò i suoi dischi con una certa aggressività fino al 1942. Nel 1953 la Bluebird si mise a pubblicare musica classica; tre anni dopo si specializzò in dischi rivolti ai più piccoli. Tra gli artisti che l'etichetta ha scritturato vi sono Glenn Miller, Artie Shaw, The Blue Sky Boys, The Delmore Brothers e Bill Boyd.